# Garrulax rufogularis
El charlatán golirrufo (Garrulax rufogularis) es una especie de ave paseriforme de la familia Leiothrichidae endémica del Himalaya y sus estribaciones orientales. 

## Descripción

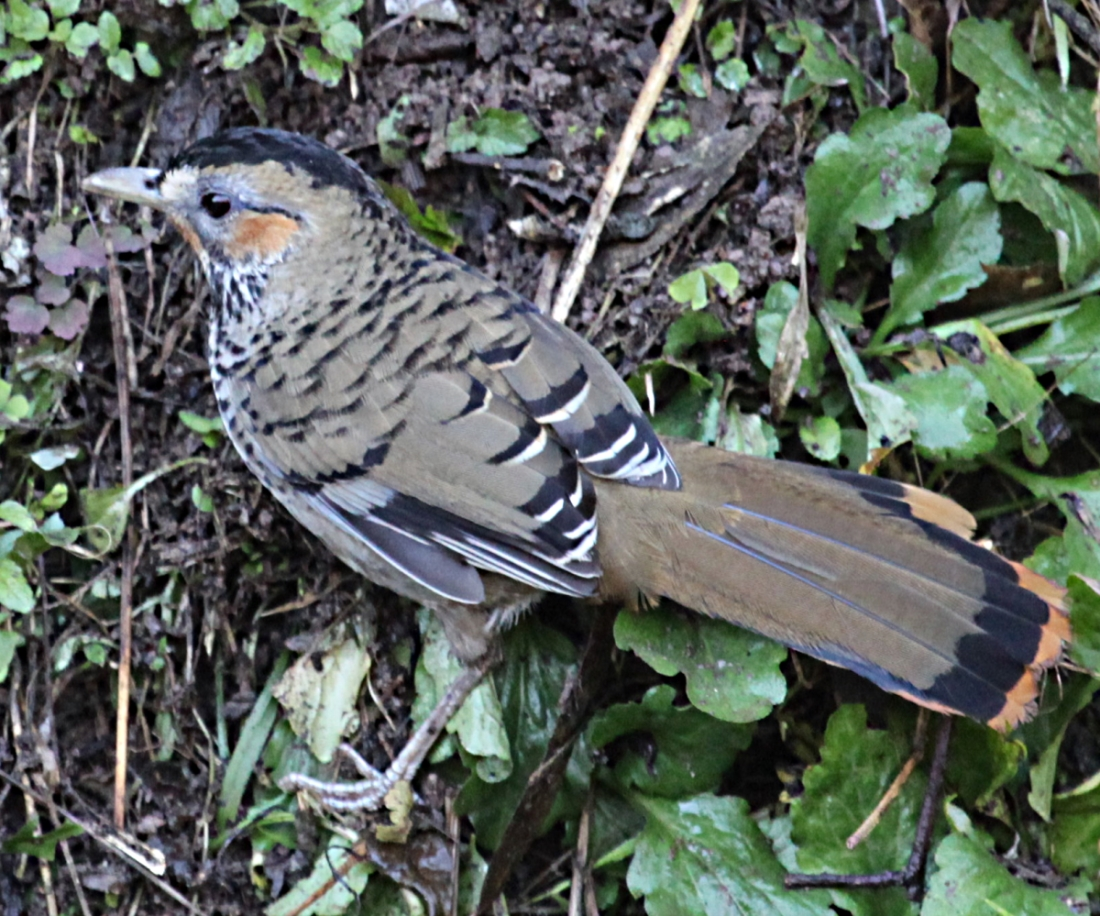
Ejemplar en Himachal Pradesh, India.

Es un charlatán de tamaño medio que puede identificarse por la combinación de píleo negro y una banda negra en el extremo de su cola. Sus partes inferiores son grisáceas con moteadas, mientras que las superiores son pardo grisáceas con un patrón escamado negro, producto del negro de los bordes de las plumas coberteras. Presenta una mancha loral crema blanquecina y manchas de color canela rojizo en la garganta y las mejillas, además de bigoteras negras. Sin embargo existe una considerable variación geográfica en la coloración de su plumaje. La población occidental (occidentalis de los Himalayas occidentales y centrales) son más grises y claros, lo que produce mayor contraste frente a las manchas oscuras. La población oriental assamensis tiennen la garganta más clara y las marchas de su garganta están menos marcadas. La población de Meghalaya (rufitincta) tiene cierto tono anaranjado en pecho y vientre.

## Distribución y hábitat
Se encuentra a lo largo de todo el Himalaya y sus estribaciones orientales, distribuido por el norte de la India, este de Pakistan, Bangladés, Bután, Birmania, Nepal y Vietnam. Su hábitat natural son los bosques húmedos de montaña subtropicales.